# Karl Marx
Karl Heinrich Marx (Trier, 5. svibnja 1818. – London, 14. ožujka 1883.), njemački je sociolog, filozof, politolog, ekonomist, povjesničar, novinar i revolucionar, ideolog komunističkog i socijalističkog pokreta, lider Međunarodnog saveza radnika ili Prve Internacionale. Također, suosnivač je marksizma i jedan od utemeljitelja sociologije.
Iako je doktorirao filozofiju, puno se više bavio političkom aktivnošću i spisateljskom djelatnošću, a posebno ekonomijom. Uz Émilea Durkheima i Maxa Webera, navodi se kao jedan od trojice principijelnih arhitekata modernih društvenih znanosti. Marxa se ponekad opisuje kao jednu od najutjecajnijih ličnosti ljudske povijesti.

## Životopis

### Rani život: 1818. – 1835.
Karl Heinrich Marx rođen je 5. svibnja 1818. u Trieru, gradu tadašnje Kraljevine Pruske. Njegova je obitelj pripadala Aškenazi Židovima, a njegova je očinska linija obitelji činila rabine Triera od 1723., što je uloga koju je preuzeo i njegov djed, Meier Halevi Marx; Meierov sin, Karlov otac, bit će prvi u lozi koji će pohađati sekularno obrazovanje. Djed s majčine strane bio je nizozemski rabin. Karlov otac, Herschel Marx, bio je pripadnik srednje klase i relativno imućan; obitelj je posjedovala niz vinograda u francuskom departmanu Moselle. Sa Židovstva se preobratio na Protestantizam luteranske denominacije neposredno pred rođenje sina, mijenjajući i ime u njemačko Heinrich. Godine 1815. počeo je raditi kao odvjetnik te se 1819. zajedno s obitelji preselio iz peterosobnog unajmljenog stana u vlastiti deseterosobni stan u blizini Porta Nigra. Kao čovjek Prosvjetiteljstva, Heinrich Marx se zanimao za ideje filozofa Immanuela Kanta i Voltairea, te je agitirao za donošenje ustava i reformi u Pruskoj, koja je tada bila apsolutna monarhija. Karlova majka, rođena Henrietta Presburg (20. srpanj 1788. – 30. studeni 1863.), bila je nizozemska Židovkinja, koja je, za razliku od njenog muža, bila tek polupismena. Tvrdila je da pati od "pretjerane majčinske ljubavi", posvećujući mnogo vremena njezinoj obitelji te inzistirajući na čistoći u kući. Potjecala je iz imućne poslovne obitelji koja je kasnije osnovala tvrtku Philips: ona je bila prateta Antunu i Gerardu Philipsu i praprateta Fritsu Philipsu. Njen brat, Marxov ujak Benjamin Philips (1830. – 1900.) bio je bogati bankar i industrijalac, na koga su se Karl i Jenny Marx (Marxova žena) kasnije često oslanjali poradi pozajmica dok su bili u egzilu u Londonu.
Heinrich Marx se preobratio na luteranski protestantizam 1816. ili 1817. kako bi nastavio s odvjetničkim poslom nakon pruskog edikta koji je zabranjivao Židovima tu djelatnost. Karl je rođen 1818. i kršten 1824., no njegova se majka, Henrietta, nije preobratila sve do 1825., kada je Karl imao sedam godina. Nema dokaza da je obitelj Marx uistinu prihvatila luteranizam, kao ni dokaza da su bili aktivni Židovi. Marx se smatrao ateistom.
Malo toga je poznato o djetinjstvu Karla Marxa. Privatno je obrazovan do 1830., kada je pristupio trierskoj srednjoj školi, čiji je upravitelj, Hugo Wyttenbach, bio prijatelj njegova oca. Wyttenbach je zapošljavao mnoge liberalne humaniste za učitelje. To je razljutilo vladu koja je poslala policiju u raciju škole 1832., kada su otkrili kako se literatura koju su etiketirali "zavodljivom", jer potiče na politički liberalizam, razdjeljuje studentima. 1835., Karl, tada sedamnaestogodišnjak, počinje pohađati Sveučilište u Bonnu, gdje je želio studirati filozofiju i književnost, no njegov je otac inzistirao na pravu kao praktičnijem polju. Uspio je izbjeći obaveznoj vojnoj službi kada je navršio osamnaest, jer je patio od slabih prsiju. Kako je bio sklon alkoholu, pridružio se društvu Trierski tavernski klub te je u jednom trenutku služio kao njegov potpredsjednik. Marxa je više zanimalo pijenje i druženje nego studiranje prava. Zbog loših ocjena, otac ga je natjerao da se preseli na daleko ozbiljnije i akademski orijentiranije Sveučilište u Berlinu, gdje su mu povremeni izleti u filozofiju i povijest postali važnijim od pravnih studija.

### Hegelijanizam i rani aktivizam: 1836. – 1843.
Tijekom studija, Marx se počeo zanimati za filozofiju G. W. F. Hegela (1770. – 1831.), spram koje je istovremeno bio vrlo kritičan. O Hegelovim se idejama naširoko raspravljalo u europskim filozofskim krugovima toga vremena. Marx je pisao o tome kako je obolio od "intenzivne iritacije nad činjenicom što mora činiti idola od pogleda koji ga odbija". Pridružio se skupini radikalnih mislioca, poznatih kao mladohegelovci, koji su se okupljali oko Ludwiga Feuerbacha te Brune Bauera. Kao i Marx, mladohegelovci su bili kritični spram Hegelovih metafizičkih pretpostavki, no prisvojili su njegovu dijalektičku metodu kako bi kritizirali postojeće društvo, politiku i religiju. Marx se sprijateljio s Bauerom te se tijekom tog perioda koncentrirao na svoju kritiku Hegela te određenih drugih mladohegelovaca.
Intenzivno se posvetio pisanju svoje doktorske disertacije, Razlika između demokritske i epikurejske filozofije prirode, koju je završio 1841. Esej je opisan kao "odvažno i originalno djelo u kojemu je Marx nastojao pokazati kako teologija mora popustiti pod superiornom mudrošću filozofije", te je kao takva bila kontroverzna, naročito među konzervativnim profesorima Sveučilišta u Berlinu. Marx je stoga odlučio disertaciju radije prijaviti nešto liberalnijem Sveučilištu u Jeni, čiji fakultet mu je temeljem nje dodijelio doktorat.
Nakon razmatranja akademske karijere, Marx se okrenuo novinarstvu. Preselio se u Köln 1842., gdje je počeo pisati za radikalne novine Rheinische Zeitung (Rajnske novine). U novinama je izražavao svoje sve izraženije socijalističke stavove o politici. Kritizirao je vlade Europe i njihove politike, ali također i liberale te druge članove socijalističkog pokreta čije je ideje smatrao neučinkovitima ili izravno antisocijalističkima. Novine su s vremenom privukle pozornost pruskih vladinih cenzora, koji su provjeravali svako izdanje prije tiskanja radi potencijalnog poticanja na bunt. Marx je rekao: "Naše se novine moraju dostaviti policiji da ih pronjuška, te ako policijska njuška nanjuši išta ne-kršćansko ili ne-prusko, zabranjeno nam je novine tiskati". Nakon što je u novinama izdan članak koji je žestoko kritizirao monarhiju u Rusiji, ruski car Nikola I., saveznik pruske monarhije, zahtijevao je da se Rheinische Zeitung zabrane. Pruska je vlada ugasila novine 1843. Marx je potom pisao za mladohegelovski časopis Deutsch-Französische Jahrbücher (Njemačko-francuski godišnjak) u kojem je kritizirao naredbu o cenzuri izdanu od pruskog kralja Fridrika Vilima IV. Njegov je članak cenzuriran, a časopis su ugasile vlasti neposredno poslije toga.
Godine 1843., Marx je objavio O židovskom pitanju, u kojem je razlikovao između političke i ljudske emancipacije. Također je istraživao ulogu religijskih praksi u društvu. Te je iste godine napisao bilješke za Kritiku Hegelove Filozofije prava. Oba je djela završio netom prije nego što je napustio Köln.

### Pariz: 1843. – 1845.
Nakon vladine odluke gašenja Rheinische Zeitung, Marx se priključuje novom radikalnom časopisu, Deutsch-Französische Jahrbücher (Njemačko-francuski godišnjak), koje je tada uređivao Arnold Ruge, također njemački socijalistički revolucionar. Novine nisu bile stacionirane u Njemačkoj, već u Parizu u susjednoj Francuskoj, gdje su se Marx i njegova žena preselili u listopadu 1843. Ispočetka su živjeli s Rugeom i njegovom ženom komunalno na adresi Rue Vaneau 23, no kako su im se takvi uvjeti života pokazali preteškima, Marxovi su preselili s rođenjem njihove kćeri Jenny 1844. Iako je časopis trebao privući i njemačke i francuske autore, Deutsch-Französische Jahrbucher većinom su sačinjavali Nijemci, a jedini je ne-njemački autor bio prognani ruski anarhokomunist Mihail Bakunjin. Samo je jedno izdanje ikad izdano, ali je ono bilo relativno uspješno, ponajviše zbog uključenih satiričkih oda Heinricha Heinea o kralju Ludwigu od Bavarije, što je dovelo do toga da je njemačka državna policija kopije koje su slane u Njemačku zapljenjivala. Marxov prilog Godišnjaku uključivao je Uvod u Prilog kritici Hegelove Filozofije prava, gdje se nalazi njegov slavni opis religije kao "opijuma naroda".
Upravo u Parizu, 28. kolovoza 1844., Marx upoznaje Firedricha Engelsa u Cafe de la Regence, nakon što se zainteresirao za ideje koje je Engels izložio u svojim člancima napisanim za Rheinische Zeitung i Deutsch-Französische Jahrbucher. Iako su se nakratko upoznali u uredima Rheinische Zeitung 1842., tek su tu, u Parizu, započeli prijateljstvo koje će trajati do kraja njihovih životâ. Engels je Marxu pokazao svoju nedavno objavljenu knjigu, Položaj radničke klase u Engleskoj 1844., koje je uvjerilo Marxa da će radnička klasa biti agent i instrument konačne revolucije u povijesti. Engels i Marx ubrzo su se upustili u pisanje kritike filozofskih ideja Marxova nekadašnjeg prijatelja, mladohegelovca Brune Bauera, koje će biti objavljeno 1845. pod naslovom Sveta porodica. Iako je bio kritičan spram Bauera, Marx je sve više bio pod utjecajem drugih mladohegelovaca, Maxa Stirnera i Ludwiga Feuerbacha, da bi nakon nekog vremena odbacio i feuerbachijanski materijalizam.
1844. Marx je napisao Ekonomsko-filozofske rukopise, djelo koje je obuhvaćalo pregršt tema, te je u detalje elaboriralo Marxov koncept otuđenog rada. Godinu će kasnije Marx napisati Teze o Feuerbachu, najpoznatije po tvrdnji da "su filozofi svijet samo tumačili, a naprotiv, radi se o tome da ga se promijeni". To djelo sadrži Marxovu kritiku materijalizma (jer je odveć kontemplativan), idealizma (jer praksu svodi na teoriju) te općenito, kritiku filozofije, jer apstraktnu realnost stavlja iznad fizičkog svijeta. Utoliko je to djelo uvelo prvi nagovještaj Marxova historijskog materijalizma, tezu da svijet ne mijenjaju ideje, već stvarna, fizička, materijalna aktivnost i praksa.
Nakon raspada Deutsch-Französische Jahrbucher, Marx je počeo pisati za tada jedine preostale necenzurirane njemačke novine u Europi, Vorwärts! (Naprijed!). Smještene u Parizu, novine su osnovali i vodili mnogi aktivisti povezani s revolucionarno socijalističkom Ligom pravednih, koja će za par godina postati puno poznatija pod imenom Liga komunista. Marx je u Vorwärts! nastavio istančavati svoje stavove o socijalizmu temeljene na hegelijanskim i feuerbachijanskim idejama o dijalektičkom materijalizmu, istovremeno kritizirajući razne liberale i socijaliste koji su djelovali u Europi u to vrijeme. Međutim, 1845., nakon primanja zahtjeva pruskog kralja, francuska je vlada pristala ugasiti Vorwärts!, te je, štoviše, francuski ministar unutarnjih poslova François Guizot Marxa prognao iz Francuske.

### Bruxelles: 1845. – 1847.
U nemogućnosti da ostane u Francuskoj ili da se preseli u Njemačku, Marx je odlučio emigrirati u Bruxelles, ali se morao zavjetovati da neće objavljivati ništa na temu politike kako bi imao pravo ulaska u zemlju. U Bruxellesu se družio s drugim prognanim socijalistima iz Europe, uključujući Mosesa Hessa, Karla Heinzena i Josepha Weydemeyera, a uskoro je i Engels preselio u grad kako bi im se pridružio. 1845., Marx i Engels posjetili su vođe čartista, socijalističkog pokreta u Britaniji, koristeći pu kao priliku za studij u raznim knjižnicama Londona i Manchestera. U suradnji s Engelsom, Marx je također napisao Njemačku ideologiju, djelo koje, kao i mnoga druga, nije objavljeno za Marxova života, već tek 1932. Zatim je slijedilo djelo Bijeda filozofije 1847., odgovor francuskom anarhosindikalistu Pierreu Josephu Proudhonu na njegovo djelo Filozofija bijede te kritika francuske socijalističke misli općenito.
Te su knjige postale temelj za Marxovo i Engelsovo najpoznatije djelo, politički pamflet koji je odonda opće poznat pod imenom Komunistički manifest. Prvi put izdano 21. veljače 1848., to je djelo izložilo uvjerenja Lige komunista, grupe koja je sve više i više bila pod utjecajem Marxa i Engelsa, koji su tvrdili da Liga svoje stavove i namjere mora objaviti i dati na znanje općoj publici, radije nego da ih skriva kao što je to dotad radila. Početni retci pamfleta postavljaju temelj Marksizma: "Povijest svih dosadašnjih društava je povijest klasne borbe". To djelo nastavlja razmatranjem antagonizama za koje Marx tvrdi da nastaju usred sukoba interesa između buržoazije (klase koja posjeduje sredstva za proizvodnju) te proletarijata (klase koja ne posjeduje sredstva za proizvodnju). Temeljem toga, Manifest iznosi argumente zašto Liga komunista, nasuprot drugim socijalističkim i liberalnim partijama i grupama toga vremena, uistinu djeluje u interesu proletarijata da ukine kapitalističko društvo i zamijeni ga socijalističkim.
Kasnije tijekom te godine, Europa je doživjela niz prosvjeda, ustanaka, te nerijetko nasilnih borbi: revolucije 1848. U Francuskoj je revolucija dovela do odbacivanja monarhija i ustanovljavanja Francuske Druge Republike. Marx je podubirao takve aktivnosti, te kako je nedavno od oca naslijedio 6000 ili 5000 franaka, navodno dao trećinu toga belgijskim radnicima koji su planirali revolucionarno djelovanje. Iako je ispravnost tih tvrdnji dovjbena, belgijsko ga je Ministarstvo pravosuđa svejedno za njih optužilo, zbog čega je uhićen te primoran vratiti se u Francusku, gdje je Marx vjerovao da će biti siguran, jer je repubilkanska vlada preuzela vlast.

### Köln: 1848. – 1849.
Privremeno se smještajući u Parizu, Marx je preselio izvršni ured Lige komunista u grad te također osnovao Njemački Radnički Klub s raznim njemačkim socijalistima koji su tamo živjeli. Nadajući se da će se revolucija proširiti na Njemačku, Marx se 1848. vraća u Köln, gdje je počeo izdavati pamflet naslovljen Zahtjevi Komunističke partije u Njemačkoj, u kojemu je zagovarao samo četiri od deset točaka iz Komunističkog manifesta, smatrajući kako, u tadašnjoj Njemačkoj, prvo buržoazija mora svrgnuti feudalnu monarhiju i aristokraciju kako bi proletarijat mogao svrgnuti buržoaziju. 1. lipnja, Marx pokreće izdavanje dnevnih Neue Rheinische Zeitung (Nove rajnske novine), koje je finacirao nedavnim nasljedstvom svog oca. Osmišljene u svrhu objavljivanja vijesti iz Europe, s njegovim vlastitim interpretacijama događaja, Marx je ostao jedan od glavnih spisatelja novina, zajedno s drugim članovima Lige komunista.
Dok je bio urednik novina, Marxa i druge suradnike je redovito maltretirala policija, a Marx je doveden pred sud nekoliko puta, suočen s raznim optužbama, od vrijeđanja glavnog tužitelja, tiskovnog prekršaja te poticanja oružane pobune, do izbjegavanja poreza, no svaki je put oslobođen optužbi. U međuvremenu, demokratski se parlament u Pruskoj raspao, a kralj Fridrik Vilim IV. uveo je novi vladin kabinet njegovih reakcionarnih podržavatelja koji su uveli proturevolucionarne mjere kako bi se zemlja pročistila od ljevičarskih i ostalih revolucionarnih elemenata. Shodno tomu, Neue Rheinische Zeitung ubrzo su ugašene, a Marxu je naređeno da napusti zemlju 16. svibnja. Marx se vratio u Pariz, koji je tada bio pod kontrolom reakcionarne protu-revolucije, a i vladala je epidemija kolere, te su Marxa uskoro izgnale gradske vlasti koje su ga smatrale političkom prijetnjom. Bez mogućnosti da ode u Njemačku ili Belgiju, zajedno sa svojom ženom Jenny, tada trudnom s njihovim četvrtim djetetom, pokušava naći utočište u Londonu.

### London: 1849. – 1883.
Marx se preselio u London u svibnju 1849. te je u njemu proveo ostatak svog života. U Londonu je ustanovio novo sjedište Lige komunista te se intenzivno uključio u rad Njemačkog radničkog obrazovnog društva, koje je svoje sastanke održavalo u Sohu, glavnom londonskom zabavnom kvartu. Marx se posvetio dvjema aktivnostima: revolucionarnom organiziranju te pokušaju shvaćanja političke ekonomije i kapitalizma. Prvih su par godina on i njegova obitelj živjeli u krajnjem siromaštvu. Marxov je glavni izvor prihoda bio njegov kolega, Engels, koji je, pak, većinu svog prihoda stjecao od obiteljskog posla. Marx je također kratko radio kao dopisnik za New York Tribune 1851.
Od prosinca 1851. do ožujka 1852. Marx je pisao Osamnaesti brumaire Louisa Bonapartea, djelo o Francuskoj revoluciji 1848., u kojemu je dodatno razvio svoje koncepte historijskog materijalizma, klasne borbe i diktature proletarijata, iznoseći tvrdnju kako pobjedni proletarijat mora razbiti buržujsku državu.
Period 1850-ih i 1860-ih također obilježava granicu demarkacije između onoga što neki znanstvenici smatraju idealističkim, hegelovskim spisima mladoga Marxa i znanstveno orijentiranim spisima zrelog Marxa kasnijeg perioda. Ova se distinkcija inače povezuje sa školom strukturalnog marksizma, te se ne slažu svi znanstvenici oko te podjele. 1864. Marx se priključio Međunarodnom savezu radnika (također poznatom kao Prva Internacionala, u čiji izvršni odbor je izabran po njenom službenom osnutku 1864. U toj se organizaciji Marx uključio u borbu protiv anarhističkog krila organizacije okruženog oko Mihaila Bakunjina (1814. – 1876.). Iako je Marx pobijedio u tom konfliktu, preseljenje izvršnog odbora iz Londona u New York 1872., koje je Marx podupirao, dovelo je do izumiranja Internacionale. Najvažniji politički događaj tijekom postojanja Internacionale bila je Pariška komuna 1871. godine, kada su se građani Pariza pobunili protiv svoje vlade i preuzeli kontrolu nad gradom puna dva mjeseca. Kao odgovor na krvavo gušenje ovog ustanka – na desetke tisuća Parižana pobila je francuska vojska – Marx je napisao jedan od njegovih najpoznatijih pamfleta: Građanski rat u Francuskoj, obrana Komune.
Zbog učestalih neuspjeha radničkih revolucija i pokreta, Marx je također nastojao bolje razumjeti kapitalizam, te je provodio veliku količinu vremena u Britanskom muzeju studirajući i promišljajući djela političkih ekonomista te ekonomske podatke. Do 1857., skupio je 800 stranica bilješki i kratkih eseja o kapitalu, zemljovlasništvu, nadničarskom radu, državi te vanjskoj trgovini i svjetskom tržištu; ovo se djelo nije pojavilo sve do 1941., pod naslovom Grundrisse. 1859. Marx objavljuje Prilog kritici političke ekonomije, njegovo prvo ozbiljno ekonomsko djelo. Ranih 1860-ih radio je na sastavljanju triju svezaka, Teorije o višku vrijednosti, koje je za temu imalo teoretičare političke ekonomije, naročito Adama Smitha te Davida Ricarda. Ova se knjiga često smatra četvrtom knjigom Kapitala te čini jednu od prvih sistematskih djela o povijesti ekonomske misli. 1867. objavljen je prvi tom Kapitala, djela koje analizira kapitalistički proces proizvodnje. U tom je djelu Marx opisao svoju radnu teoriju vrijednosti (pod utjecajem Thomasa Hodgskina) te svoje koncepcije viška vrijednosti i eksploatacije koja će, tvrdio je, u konačnici dovesti do padanja razine profita i do pada industrijskog kapitalizma. Drugi i treći tom Kapitala ostali su tek nacrti na kojima je Marx radio za života, ali ih je postumno izdao Engels.
Tijekom posljednjeg desetljeća njegova života, Marxovo se zdravlje pogoršavalo te više nije bio u stanju kontinuirano se baviti radom na djelima i istraživati. Uspijevao je opsežno komentirati suvremena politička događanja, naročito u Njemačkoj i Rusiji. Njegova Kritika Gotskog programa suprotstavljala se tendencijama njegovih sljedbenika Wilhelma Liebknichta i Augusta Babela za kompromisom s državnim socijalizmom Ferdinanda Lassallea u svrhu ujedinjavanja socijalističke partije. To je djelo također poznato po još jednom slavnom Marxovom citatu: "od svakoga prema njegovim sposobnostima, svakome prema njegovim potrebama".
Bez ijednog državljanstva, Marx je preminuo u Londonu, 14. ožujka 1883. godine.

## Marx i prijepori oko nacionalnoga pitanja

#### Marksov šovinizam i rasizam
Marx nije ostavio iza sebe razvijene teorije nacije, što i ne začuđuje, uzme li se u obzir njegovo davanje apsolutnomu primatu klasnoga nad nacionalnim. Međutim, u dopisivanju s Engelsom i osobnim iskazima, nerijetko je izražavao prijezir prema – po njima – “nepovijesnim narodima” (Česima, Hrvatima, Srbima, ..također neeuropskim narodima poput alžirskih Arapa ili Meksikanaca), za koje je držao da su po naravi društveno reakcionarni, nemaju revolucionarni potencijal (kao, npr. Mađari i Poljaci), te da će nestati s povijesne pozornice. 
Postoje brojne znanstvene publikacije koje dokumentiraju rasizam Karla Marxa. Primjerice Nathaniel Weyl u dijelu Karl Marx, Racist dolazi do zaključka da se primjerice i Hitlerov nacionalsocijalizam temelji na rasističkim tezama Marxa. Postoje izjave Marxa koje upućuju na njegovu netrepeljivost prema Slavenima te kroatofobiju koja seže još iz 1849., kad je nakon vojne pobjede bana Jelačića izjavio "u Beču su Hrvati, Panduri, Česi, Serešanci i slično smeće ugušili germansku slobodu".
Nadalje navodi:
To je, kao i rusofobija koju je počeo propitkivati tek potkraj života, očit pokazatelj Marxove slabosti kao prognozera povijesti. Sama zlovolja i oštre riječi kojima su pridani "epiteti" navedenim narodima ne potječu ni iz kakve znanosti ni osobnih iskustava, nego su posljedica Marxova jednostranoga i površnoga poznavanja nacionalnih borba u Habsburškoj monarhiji, te u odnosima Europljana i neeuropskih naroda (sličan je slučaj u Marxovu odobravanju engleske kolonizacije Indije). Ipak, kasnije je shvaćeno da su neovisna Mađarska, Poljska i ujedinjena Njemačka zapravo bile dio njegovog plana u kojemu bi se sprječila vojna intervencija i širenje utjecajne sfere Carske Rusije, po njegovom mišljenju najreakcionarnije europske države, a izlaz Mađarske na Jadran pokušaj da se Mađarska učini "održivom" državom. Po njegovoj teoriji, te tri novostvorene zemlje objavile bi revolucionaran rat Rusiji kako bi slomile Carstvo i oslobodile Istočnu Europu od apsolutističke reakcije. Ali, nije ni on uvijek označavao mađarske i poljske nacionalne pokrete kao napredne; slom poljskog ustanka 1863. i austro-ugarska nagodba 1867. godine označile su kraj "naprednosti" tih pokreta, a i kasnije, ujedinjenje Njemačke od strane Pruske i Italije od strane Pijemonta uništile su njegove nade o tim istim revolucionarnim zemljama. Atentat na ruskog cara 1881. g. doveo je Marxa i Engelsa da prihvate mnoge nacionalne pokrete te je njihovo pravo na samoodređenje priznato.
Nasuprot Marksu koji je imao snažna mišljenja, iz sljedećih se Engelsovih citata može jasno shvatiti da Engels nije bio šovinist:
"...Po meni, primarni uvjet za emancipaciju srednjoeuropskih i istočnoeuropskih nacija jest slom carizma. Slomom carizma, Bismarckova sila raspast će se. Austrija (Austro-Ugarska) će se, izgubivši svoj razlog postojanja tj. sprječavanje pripojenja karpatskih i balkanskih nacija ruskom carizmu, raspasti na komadiće. Poljska će se roditi. Mala Rusija (Ukrajina) bit će slobodna odlučivati o svojoj političkoj poziciji, Rumunji, Mađari i Južni Slaveni bit će sposobni baviti se vlastitim poslovima nesmetanim od strane vanjskih sila,te će među sobom zacrtati granice. Konačno, plemenita će nacija Velike Rusije, ne više uključena u osvajačke ratove u korist carizma, biti slobodna ispuniti svoju istinski civilizatorsku misiju u Aziji te razvijati intelektualne resurse putem razmjena sa Zapadom..." – Engels, pismo Ionu Nadejdeu 1888. godine.

#### Marksov antisemitizam
Druga relativno česta prijepornica Marxov je odnos prema vlastitim etničkim korijenima i judaizmu. Odgojenom kao kršćanin (religiju je napustio još u mladosti) i Nijemac, Marxu je judaizam bio stran i nepoznat. Stoga je neobično što je god. 1843. (objavljeno 1844. u "Njemačko-francuskim godišnjacima") napisao studiju "Prilog židovskom pitanju", potaknut tekstovima Brune Bauera o ulozi religije u modernoj svjetovnoj državi. Taj esej vjerojatno ne bi imao neku veću težinu u Marxovu kanonu da se europski Židovi nisu krajem 19. i početkom 20. stoljeća počeli u većoj mjeri uključivati u, pa i predvoditi stranke koje su se, u raznim stupnjevima, ustrojavale po Marxovima načelima, pa su u očima protivnika marksizmom nadahnute stranke postale sumnjivo pro-židovske. Također, nacistički je genocid tijekom 2. svj. rata, pridonio aktualizaciji toga spisa. Ocjene među samom marksistima variraju, od toga da se radi o očito antisemitskom tekstu do toga da je Marx, ironizirajući cijelu problematiku, proglasio novcem opsjednute američke kršćane za "Židove". No, nepristranom je čitatelju, upoznatom s povijesnom situacijom onoga vremena, jasno: Marx nije posjedovao nekog šireg znanja o židovskoj povijesti i kulturi i, sukladno stereotipima svoga doba, poistovjećivao je Židove s kramarstvom i zelenaštvom (odričući im kreativnost ili autentični spiritualni život); budući da su europski Židovi nerijetko sudjelovali u kapitalističkoj eksploataciji, europski su ljevičari raznih struja bili antijudaistički nastrojeni (npr. Fourier, Proudhon, Vogt, pa djelomice i Lasalle, koji je kao i Marx, bio židovskoga podrijetla); Marx nije smatrao da su Židovi nacija lege artis (otud i njegovo naglašavanje "himeričke nacionalnosti" Židova), te je iz cijeloga njegova djela (napose prepiske, te osobnih istupa) razvidno da je mislio da će se Židovi pretopiti u narode među kojima žive i izgubiti etno-religijski identitet.

#### Marksizam i nacionalno pitanje
Može se reći da je među marksistima nacionalno pitanje uvijek stvaralo pomutnju. Neki su marksisti (npr. Rosa Luxemburg) tvrdili da pravo na odcjepljenje naroda može pomoći jedino buržoaziji, neki su priznavali kulturno samoodređenje, dok su neki (Lenjin) priznavali pravo svih nacija na političko samoodređenje koje podrazumijeva samo državno odcjepljenje nacija od tuđih nacionalnih kolektiva, ali su se većinom svi slagali da je nacionalno pitanje po karakteru buržoasko te usko povezano s razvojem kapitalizma.

## Teorija Karla Marxa
Glavno Marxovo djelo je Kapital u tri knjige, koje se bavi ekonomskom problematikom. Drugo njegovo djelo, važnije za filozofiju, su Ekonomsko-filozofski rukopisi. Od djela koja je Marx napisao s Friedrichom Engelsom važnija su Njemačka ideologija i Manifest Komunističke partije. Veći dio života Marx i Engels su blisko surađivali. Engels je uvijek priznavao Marxu vodeću ulogu u izgradnji teorije koju su obojica zastupali. Ipak, većinu filozofskih tekstova "marksizma" napisao je Engels, dok se Marx puno više bavio ekonomskom problematikom.
Marx prihvaća Hegelovu dijalektiku, kao metodu po kojoj se svijet i društvo razvijaju i po kojoj se jedino mogu shvatiti. Ali on odbacuje Hegelov idealizam. On kaže da kod Hegela dijalektika "dubi" na glavi i da ju je on okrenuo "na noge". (Hegelovci bi vjerojatno rekli obrnuto: da ju je Marx okrenuo "naglavce"). Po Marxu ne određuje svijest materiju nego obrnuto, ono materijalno određuje svijest. Kod ljudi, pak, ono materijalno je proizvodnja sredstava za život. Čovjek je u prvom redu proizvođač, njegov položaj u procesu proizvodnje određuje sve ostalo. Strukturu svakog društva određuju njegovi proizvodni odnosi. Oni su materijalna baza koja određuje idejnu "nadgradnju" društva, a ta nadgradnja uključuje sve ostalo, od politike i prava do znanosti, umjetnosti, morala i religije.
U svojim razmišljanjima dotiče široku lepezu pitanja, no najpoznatiji je po svojoj analizi povijesti u terminima borbe klasa, sažetoj u poznatoj uvodnoj misli uvodnika u Komunistički manifest: "Povijest svih do sada postojećih društava je povijest borbe klasa." Njegov cilj je bio stvaranje besklasnog društva.
Poslije sloma Pariške Komune Marx je prebjegao u London, gdje je i ostao sve do svoje smrti.

### Revolucionarni terorizam
Stoga Marx poziva na:
Marx dalje navodi rasističke teze da izuzevši Poljaka, Rusa i u najboljem slučaju Slavena u Turskoj, nijedan slavenski narod nema budućnosti jer svim ostalim Slavenima nedostaju primarni povijesni, zemljopisni, politički i industrijski uvjeti samostalnosti i životne sposobnosti.
Marx navodi i da "Slovenci i Hrvati odvajaju Njemačku i Mađarsku od Jadranskog mora; ni Njemačka ni Mađarska ne mogu dozvoliti da budu odvojene od Jadranskog mora iz "zemljopisnih i komercijalnih nužnosti"...

### Intepretacije Marxovih teorija
Kasnije marksističke struje prilično su raznoliko interpretirale Marxove teorije: Raspon varira od politike socijalnih reforma socijalne demokracije do dogmatskih tumačenja "realnog socijalizma" bivšeg Sovjetskog Saveza, SFR Jugoslavije ili NR Kine i ne-dogmatskim tumačenjima predstavnika kritičke teorije i tzv. "nove ljevice".

## Djela

### Autor
- Kritika Hegelove filozofije prava (1843)
- O židovskom pitanju (1843)
- Bilješke o Jamesu Millu (1844)
- Ekonomski i filozofski rukopisi 1844. (1844)
- Teze o Feuerebachu (1845)
- Siromaštvo filozofije (1845)
- Nadnički rad i kapital (1847)
- Osamnaesti brimer Louisa Bonapartea (1852)
- Nacrti (1857)
- Prilog kritici političke ekonomije (1859)
- Teorije o dodatnoj vrijednosti I.-III. (1862)
- Vrijednost, cijena i profit (1865)
- Kapital I.-III. (1867-1894)
- Građanski rat u Francuskoj (1871)
- Kritika gotskog programa (1875)
- Bilješke o Wagneru (1883)

### Suautor sEngelsom
- Njemačka ideologija (1845)
- Sveta obitelj (1845)
- Manifest komunističke partije (1848)
- Pisanja o američkom građanskom ratu (1861)
- Rani radovi (1953)

## Vanjske poveznice
- Karl Marx na stanfordskoj enciklopediji filozofije
- Karl Marx na econlib.org
- Humane vrijednosti u Marxovoj koncepciji i nadilaženje utopije  Arhivirana inačica izvorne stranice od 23. studenoga 2008. (Wayback Machine)
- Djela Karla Marxa na hrvatskom
- Sabrana djela Karla Marxa i Friedricha Engelsa na engleskom